# Finn Kalvik
Finn Bjørn Kalvik (Fåvang, 30 aprile 1947) è un cantante norvegese.
Ha rappresentato la Norvegia all'Eurovision Song Contest 1981 con la canzone Aldri i livet, senza troppa fortuna essendosi classificato all'ultimo posto in finale con zero punti.

## Discografia parziale
Album
- Tusenfryd og grå hverdag (1971)
- Finn (1972)
- Nøkkelen ligger under matta (1974)
- Fyll mine seil (1976)
- Kom ut kom fram (1979)
- Natt og dag (1981)
- Tenn dine vakre øyne (1982)
- Det søte liv (1984)
- Livets lyse side (1988)
- Innsida ut (1991)
- I egne hender (1995)
- Imellom to evigheter (2000)
- Klassisk Kalvik (2002)
- Dagdrivernotater (2004)
- Klassisk Kalvik II (2005)